# اتفاقية مانيلا (1946)
اتفاقية مانيلا 1946 رسميًا اتفاقية العلاقات العامة والبروتوكول  (بالإنجليزية: Treaty of Manila of 1946 أو Treaty of General Relations and Protocol) هي اتفاقية علاقات عامة، تم توقيعها في مانيلا عاصمة الفلبين في 4 تموز/ يوليو 1946 بين الولايات المتحدة الأمريكية وجمهورية الفلبين.
تم بموجب هذه الاتفاقية إعطاء الولايات المتحدة الاستقلال الكامل للفلبين بعد 48 عامًا من الهيمنة الأمريكية الناتجة عن اتفاقية باريس ومن ثم الحرب الفلبينية الأمريكية، حيث وقّع عن جانب الفلبين الرئيس مانويل روكساس، بينما وقّع عن الجانب الأمريكي السفير بول ماك نت. أصبحت الاتفاقية فعّالة في الولايات المتحدة في 22 تشرين الأول/ أكتوبر 1946، عندما تم التصديق عليها من قبل مجلس الشيوخ الأمريكي.
يُشار إلى إنه تم إرفاق اتفاق مؤقت بالمعاهدة بشأن العلاقات الودية والتمثيل الدبلوماسي والقنصلي (60 Stat. 1800, TIAS 1539, 6 UNTS 335) إلى أن تم التصديق عليها. كما تم في نفس اليوم رفع علم الفلبين على سارية علم الاستقلال في مانيلا بهذه المناسبة.

## وصلات خارجية
- فيديو عن معاهدة مانيلا واستقلال الفلبين عام 1946
- معاهدة العلاقات العامة بين الولايات المتحدة الأمريكية وجمهورية الفلبين، 4 تموز/ يوليو 1946